# John Fiske
Edmund Fisk Green, conhecido pelo pseudônimo John Fiske (Hartford, 30 de março de 1842 — Gloucester, 4 de julho de 1901) foi um filósofo e historiador norte-americano.